# سیارک ۱۶۲۵۱
سیارک ۱۶۲۵۱ (به انگلیسی: 16251 Barbifrank، نامگذاری:2000HX48) شانزده هزار و دویست و پنجاه و یکمین سیارک کشف شده‌است که در ۲۹ آوریل ۲۰۰۰ کشف شد.
قدر مطلق سیارک برابر ۹.۸ است.